# 松山鏡
松山鏡は、
1. 日本伝説のひとつ。
2. 落語演目の一つ。以下ではこれについて詳述する。

松山鏡（まつやまかがみ）は古典落語の演目の一つ。原話は、古代インドの民間説話を集めた仏典『百喩経』第35巻の「宝篋（ほうきょう）の鏡の喩（たとえ）」。
主な演者として、8代目桂文楽など。

## あらすじ
「無二膏や万能膏の効き目より、親孝行はなんにつけても…」
舞台は越後の松山村。両親が死んで十八年間、ずっと墓参りを欠かした事がない正助という男が、お上の目に留まりご褒美を頂戴することになった。
村役人に付き添われ、役所に出頭してきた正助に、地頭が何か欲しい物はないかと質問。

この正助は無欲な男で、「自分は当たり前のことをしたまで」と地頭があげたご褒美をすべて辞退した。
それでも何かしてあげたい地頭は、「どんな無理難題でもご領主さまのご威光でかなえてとらすので、何なりと申せ」と質問。

それに対する、正助の答えは意外なものだった。
「おとっつぁまが死んで十八年になるが、夢でもいいから一度顔を見たいと思っているので、どうかおとっつぁまに一目会わせてほしい」
地頭は唖然。しかし、正助の純粋な気持ちに感銘し、何とか叶えてあげたいと思案した。
名主の権右衛門に訊ねると、正助の父親は四十五で他界し、しかも顔はせがれに瓜二つだという。

これで解決策を思いついた地頭は、家来に命じて鏡を一つ持ってこさせた。
地頭に言われるまま、正助が鏡の中を覗くと…？
「おとっつぁん！？」
この松山村は田舎と言う事で、まだ『鏡』というものを誰も見たことがない。
正助も映っていた自分の顔を見て、おやじが映っていると勘違い。感激して泣きだした。
その様子を見ていた地頭は、自ら筆を取って鏡の箱に【子は親に　似たるものをぞ　亡き人の　恋しきときは　鏡をぞ見よ】と歌を添え、「余人に見せるな」と言って下げ渡す。
それからと言うもの、正助は納屋の古葛籠の中に鏡を入れ、女房にも秘密にして、朝夕覗き込んでは挨拶をしていた。

そんな亭主の様子を、女房のお光が不審に思い、亭主の留守に葛籠をそっとのぞいて…驚いた。
「何だぁ、このアマ！？」
こちらも鏡を見たことがないので、写った自分を夫の愛人と勘違い。嫉妬に狂って泣きだし、帰ってきた亭主につかみ掛かったので大喧嘩になってしまう。
その時、ちょうど表を通りかかった隣村の尼さんが、驚いて仲裁しに飛び込んできた。
両方の言い分を聞き、自分が談判すると鏡を覗いて…。
「ふふふ、正さん、お光よ、けんかせねえがええよゥ。おめえらがあんまりえれえけんかしたで、中の女ァ、決まりが悪いって尼になって詫びている」